# Sandy Dennis
Pour les articles homonymes, voir Dennis.
Sandy Dennis est une actrice américaine née le 27 avril 1937 à Hastings, Nebraska (États-Unis), morte d'un cancer le 2 mars 1992 à Westport (Connecticut).

## Biographie
Elle a obtenu en 1967 l'Oscar du meilleur second rôle féminin pour le film Qui a peur de Viginia Woolf.
Elle est inhumée au Lincoln Memorial Park à Lincoln - Nebraska.

## Filmographie

### Cinéma
- 1961 : La Fièvre dans le sang (Splendor in the Grass), de Elia Kazan : Kay
- 1966 : The Three Sisters : Irina
- 1966 : Qui a peur de Virginia Woolf ? (Who's Afraid of Virginia Woolf ?), de Mike Nichols : Honey
- 1967 : Escalier interdit (Up the Down Staircase), de Robert Mulligan : Sylvia Barrett
- 1967 : Le Renard (The Fox), de Mark Rydell : Jill Banford
- 1968 : Teach Me! (en)
- 1968 : Sweet November de Robert Ellis Miller : Sara Deever
- 1969 : That Cold Day in the Park : Frances Austen
- 1969 : A Touch of Love : Rosamund Stacey
- 1970 : Aventures à New York (The Out of Towners), de Arthur Hiller : Gwen Kellerman
- 1975 : Mr. Sycamore : Jane Gwilt
- 1976 : Meurtres sous contrôle (God Told Me To), de Larry Cohen : Martha Nicholas
- 1977 : Drôles de manières (Nasty Habits) : Sœur Winifred
- 1981 : Les Quatre Saisons (The Four Seasons), d'Alan Alda : Anne Callan
- 1982 : Reviens Jimmy Dean, reviens (Come Back to the Five and Dime, Jimmy Dean, Jimmy Dean), de Robert Altman : Mona
- 1988 : Une autre femme (Another Woman), de Woody Allen : Claire
- 1989 : 976-EVIL de Robert Englund : Tante Lucy
- 1989 : Parents (Parents), de Bob Balaban : Millie Dew
- 1991 : The Indian Runner, de Sean Penn : Mrs. Roberts

### Télévision
- 1952 : Haine et Passion (The Guiding Light) (série) : Alice Holden #1 (1956)
- 1968 : A Hatful of Rain : Celia Pope
- 1970 : The Man Who Wanted to Live Forever : Dr Enid Bingham
- 1972 : La Chose (Something Evil), de Steven Spielberg : Marjorie Worden
- 1978 : De parfaits gentilshommes (Perfect Gentlemen) : Sophie Rosenman
- 1979 : The Trouble with Mother : Patricia Benson
- 1980 : Wilson's Reward : Martha James
- 1985 : The Execution : Elsa Spahn